# Кривуша
Криву́ша — село в Україні, у Семенівській міській громаді Новгород-Сіверського району Чернігівської області. Ще на початку 2000-х населення становило 2 особи, станом на 2018 рік у селі жителів не лишилося. До 2019 орган місцевого самоврядування — Іванівська сільська рада.

## Географія
На північній стороні від села річка Устіж впадає у Ревну.

## Історія
12 червня 2020 року, відповідно до Розпорядження Кабінету Міністрів України № 730-р «Про визначення адміністративних центрів та затвердження територій територіальних громад Чернігівської області», увійшло до складу Семенівської міської громади.
19 липня 2020 року, в результаті адміністративно-територіальної реформи та ліквідації Семенівського району, село увійшло до Новгород-Сіверського району.

## Пам'ятки
- Кривуша — ботанічний заказник місцевого значення
- Базарна роща — заповідне урочище місцевого значення.
- Рутське — гідрологічний заказник місцевого значення.
- Гало — гідрологічний заказник місцевого значення.